# Interkosmos 11
Interkosmos 11 (Интеркосмос 11 em russo), também denominado de DS-U3-IK Nº 4, foi um satélite artificial soviético lançado em 17 de maio de 1974  por meio de um foguete Kosmos-3M a partir da base de Kapustin Yar.

## Características
O Interkosmos 11 foi o quarto membro da série de satélites DS-U3-IK e foi dedicado ao estudo da magnetosfera e a atmosfera superior terrestre. O mesmo estava enquadrado dentro do programa de cooperação internacional Interkosmos entre a União Soviética e outros países.
Foi injetado em uma órbita inicial de 511 km de apogeu e 483 km de perigeu, cunha inclinação orbital de 50,6 graus e um período de 94,5 minutos. Reentrou na atmosfera em 6 de setembro de 1979.